# Sophie Moniotte
Sophie Moniotte (Digione, 5 maggio 1969) è un'ex danzatrice su ghiaccio francese.
Con il suo partner Pascal Lavanchy ha preso parte a tre edizioni dei Giochi olimpici invernali (1992, 1994, 1998) ed ha conquistato due medaglie a livello mondiale e due a livello europeo.

## Palmarès
GP: Champions Series / Grand Prix
| Internazionali            | Internazionali | Internazionali | Internazionali | Internazionali | Internazionali | Internazionali | Internazionali | Internazionali | Internazionali | Internazionali | Internazionali | Internazionali |
| Evento                    | 1986–87        | 1987–88        | 1988–89        | 1989–90        | 1990–91        | 1991–92        | 1992–93        | 1993–94        | 1994–95        | 1995–96        | 1996–97        | 1997–98        |
| ------------------------- | -------------- | -------------- | -------------- | -------------- | -------------- | -------------- | -------------- | -------------- | -------------- | -------------- | -------------- | -------------- |
| Giochi olimpici invernali |                |                |                |                |                | 9°             |                | 5°             |                |                |                | 11°            |
| Campionati mondiali       |                |                |                |                |                | 6°             | 5°             | 2°             | 3°             | R              | 4°             |                |
| Campionati europei        |                |                | 11°            |                | 9°             | 8°             | 6°             | 5°             | 2°             |                | 3°             | 7°             |
| GP Nations Cup            |                |                |                |                |                |                |                |                |                | R              | 3°             |                |
| GP NHK Trophy             |                |                |                |                |                |                |                |                |                |                | 1°             |                |
| GP Skate America          |                |                |                |                |                |                |                |                |                | R              | 3°             |                |
| Inter. de Paris           |                |                | 6°             |                | 2°             |                | 1°             |                |                |                |                |                |
| NHK Trophy                |                |                |                |                |                | 6°             | 3°             |                | 1°             |                |                |                |
| Schäfer Memorial          |                | 6°             |                |                |                |                |                |                |                |                |                |                |
| Skate America             |                |                |                |                |                |                | 2°             | 1°             |                |                |                |                |
| Skate Canada              |                |                | 6°             |                |                | 2°             |                | 1°             |                |                |                |                |
| Internazionali: Junior    |                |                |                |                |                |                |                |                |                |                |                |                |
| Campionati mondiali       | 5°             |                |                |                |                |                |                |                |                |                |                |                |
| Nazionali                 |                |                |                |                |                |                |                |                |                |                |                |                |
| Campionati francesi       |                | 3°             | 2°             | R              | 2°             | 2°             | 1°             | 1°             | 1°             | R              | 2°             | 2°             |
| R = Ritirati              |                |                |                |                |                |                |                |                |                |                |                |                |